# Timo Furuholm
Timo Furuholm (Pori, 11 oktober 1987) is een Finse profvoetballer, die als aanvaller fungeert bij Veikausliiga club FC Inter Turku. Hij is de zoon van Tapio Furuholm, een oud-voetballer en tegenwoordig commentator bij de Finse Eurosport.

## Clubcarrière

### Jeugd
In 2003 werd Furuholm uitgeroepen tot beste speler bij de A-junioren, hetzelfde jaar maakte hij zijn debuut bij FC Jazz, maar kon een doorbraak niet forceren, al kwam hij in de boeken als jongste speler ooit in de Veikkausliiga. In de periode 2004 kwam hij uit voor Musan Salama dat uitkomt in de Kakkonen (derde divisie), waar hij 17 goals maakte in 21 wedstrijden. In het najaar verhuisde hij naar FC Inter Turku, maar werd uitgeleend aan VG-62, dat uitkwam in de Ykkönen (tweede divisie). In deze periode raakte Furuholm geblesseerd, waardoor zijn doorbraak achterwegen bleef.

### FC Inter Turku
In het seizoen 2007 speelde hij 14 wedstrijden, waarin hij 2 maal doel trof. Aan het begin van het seizoen 2008 maakte hij 4 doelpunten, maar na 4 wedstrijden raakte Furuholm ernstig geblesseerd tegen FC Lahti. Zijn knieschijf was kapot en pas aan het einde van het seizoen kon hij weer bij de selectie aansluiten. In het seizoen speelde hij 23 wedstrijden en scoorde 11 doelpunten. Het seizoen 2010 was opnieuw kort van duur en moest hij met 4 wedstrijden en 1 doelpunt het voetbalseizoen vanaf de kant toe zien. Het seizoen 2011 is succesvol, aan het einde van de competitie is Furuholm in 30 wedstrijden, topscorder met 22 doelpunten en 7 assists. Het Spaanse Deportivo La Coruña toonde halverwege het seizoen interesse in Furuholm.

### Fortuna Düsseldorf
Op 10 januari 2012 tekende Furuholm een vierjarig contract bij Fortuna Düsseldorf, dat toen in de Bundesliga uitkwam. In het seizoen 2012/13 speelde Furuholm 9 wedstrijden voor Düsseldorf, door weinig perspectief op speeltijd werd hij in 2013 uitgeleend aan Liga 3 club Hallescher FC.

### Hallescher
Op 26 augustus 2013 tekende Furuholm een tweejarig contract met Hallescher FC.

## Interlandcarrière
Furuholm maakte zijn debuut voor het Finse nationale voetbalteam op 18 januari 2010, toen hij na 74 minuten als vervanger op het veld kwam voor collega-debutant Hermanni Vuorinen (FC Honka) in de vriendschappelijke wedstrijd tegen Zuid-Korea in Málaga, Spanje. Andere debutanten in die wedstrijd namens Finland waren Jani Lyyski (Djurgårdens), Joel Perovuo (Djurgårdens), Paulus Arajuuri (Kalmar FF), Juska Savolainen (FK Haugesund), Sebastian Sorsa (HJK Helsinki) en Mika Ojala (FC Inter Turku). Op 10 augustus 2011 maakte hij zijn eerste interlandgoal in de vriendschappelijke wedstrijd tegen Letland.
| Interlands van Timo Furuholm voor Finland | Interlands van Timo Furuholm voor Finland | Interlands van Timo Furuholm voor Finland | Interlands van Timo Furuholm voor Finland | Interlands van Timo Furuholm voor Finland | Interlands van Timo Furuholm voor Finland |
| №                                         | Datum                                     | Wedstrijd                                 | Uitslag                                   | Competitie                                | Goals                                     |
| Als speler van FC Inter Turku             | Als speler van FC Inter Turku             | Als speler van FC Inter Turku             | Als speler van FC Inter Turku             | Als speler van FC Inter Turku             | Als speler van FC Inter Turku             |
| ----------------------------------------- | ----------------------------------------- | ----------------------------------------- | ----------------------------------------- | ----------------------------------------- | ----------------------------------------- |
| 1                                         | 18.01.2010                                | Zuid-Korea – Finland                      | 2 – 0                                     | Vriendschappelijk                         | 0                                         |
| 2                                         | 10.08.2011                                | Letland – Finland                         | 0 – 2                                     | Vriendschappelijk                         | Goal                                      |
| 3                                         | 02.09.2011                                | Finland – Moldavië                        | 4 – 1                                     | EK-kwalificatie                           | 0                                         |
| 4                                         | 07.10.2011                                | Finland – Zweden                          | 1 – 2                                     | EK-kwalificatie                           | 0                                         |
| 5                                         | 11.10.2011                                | Hongarije – Finland                       | 0 – 0                                     | EK-kwalificatie                           | 0                                         |
| Als speler van Fortuna Düsseldorf         |                                           |                                           |                                           |                                           |                                           |
| 6                                         | 29.02.2012                                | Oostenrijk – Finland                      | 3 – 1                                     | Vriendschappelijk                         | Goal                                      |
| 7                                         | 26.05.2012                                | Finland – Turkije                         | 3 – 2                                     | Vriendschappelijk                         | 0                                         |
| 8                                         | 03.06.2012                                | Finland – Letland                         | 1 – 1                                     | Baltische Cup                             | 0                                         |
| 9                                         | 11.06.2013                                | Wit-Rusland – Finland                     | 1 – 1                                     | WK-kwalificatie                           | 0                                         |
| Als speler van Hallescher FC              |                                           |                                           |                                           |                                           |                                           |
| 10                                        | 15.10.2013                                | Frankrijk – Finland                       | 3 – 0                                     | WK-kwalificatie                           | 0                                         |

## Erelijst
FC Inter Turku
- Veikkausliiga

2008
- Suomen Cup

2009
- Topscorer Veikkausliiga

2011 (22 goals)